# Turricula parryi
Turricula parryi là loài thực vật có hoa trong họ Mồ hôi. Loài này được Asa Gray miêu tả khoa học đầu tiên năm 1876 dưới danh pháp Nama parryi. Năm 1917 James Francis Macbride chuyển nó sang chi đơn loài Turricula.

## Phân bố
Loài này là bản địa miền nam California (Hoa Kỳ) và Baja California (Mexico). Nó đặc biệt phổ biến trong dãy núi Ngang, cũng như xuất hiện trong dãy núi Duyên hải California về phía nam San Luis Obispo, cũng như trong dãy núi Sierra Nevada xa về phía bắc tới hẻm núi Kings.